# Ковалёв, Даниил Игоревич
Даниил Игоревич Ковалёв (бел. Данііл Ігаравіч Кавалёў; род. 25 марта 2001, Могилёв) — белорусский футболист, полузащитник клуба «Бумпром».

## Карьера

### «Днепр-Могилёв»
Воспитанник могилёвского «Днепра». В 2018 году стал выступать за дублирующую команду. За основную команду дебютировал 24 ноября 2018 года в матче против минского «Динамо». В 2019 году отправился в минское «Динамо», где выступал в дублирующей команде. В 2020 году снова вернулся в могилёвский клуб, который на тот момент выступал во Второй Лиге. Выступал за клуб в основном выходя на замену. Затем в конце июле 2019 год отправился в аренду в «Горки».

### «Сморгонь»
В феврале 2021 года перешёл в «Сморгонь». Дебютировал за клуб 4 апреля 2021 года в матче против мозырской «Славии», также отличившись дебютным голом. Оставался игроком замены. В июле 2021 года покинул клуб.

### «Локомотив» Гомель
В августе 2021 года стал игроком гомельского «Локомотива». Дебютировал за клуб 1 августа 2021 года в матче против «Орши». В матче 23 октября 2021 года против «Лиды» отличился результативным действием, отдав голевую передачу. На начало сезона 2022 года оставался в заявке клуба. Первый матч в сезоне сыграл 22 апреля 2022 года в матче против рогачёвского «Макслайна». По итогу не смог закрепиться в клубе и летом 2022 года покинул команду.

### «Орша»
В августе 2022 года стал игроком «Орши». Дебютировал за клуб 14 августа 2022 года в матче против гомельского «Локомотива». Футболист смог закрепиться в основной команде оршанского клуба, проводя за клуб 8 матчей в рамках Первой Лиги, результативными действиями не отличившись. По окончании сезона покинул клуб.

### «Осиповичи»
В марте 2023 года присоединился к «Осиповичам». Дебютировал за клуб футболист 8 апреля 2023 года в матче против дзержинского «Арсенала», выйдя на поле в стартовом составе. Первым результативным действием за клуб футболист отличился 8 мая 2023 года в матче против «Макслайна», отдав голевую передачу. Дебютный гол за клуб футболист забил 8 июля 2023 года в матче против «Жодино-Южного». На протяжении сезона футболист был одним из ключевых игроков клуба, отличившись 2 забитыми голами и результативной передачей. По итогу сезона футболист вместе с клубом завершил чемпионат на последнем месте, вылетев во Вторую лигу.

### «Бумпром»
В феврале 2024 года футболист на правах арендного соглашения перешёл в гомельский «Бумпром».